# Zegriades siamensis
Zegriades siamensis là một loài bọ cánh cứng trong họ Cerambycidae.